# Тричувка
Тричувка (пол. Tryczówka) — село в Польщі, у гміні Юхновець-Косьцельний Білостоцького повіту Підляського воєводства.
Населення — 103 особи (2011).
У 1975-1998 роках село належало до Білостоцького воєводства.

## Демографія
Демографічна структура станом на 31 березня 2011 року:
|          | Загалом | Допрацездатний вік | Працездатний вік | Постпрацездатний вік |
| -------- | ------- | ------------------ | ---------------- | -------------------- |
| Чоловіки | 52      | 4                  | 37               | 11                   |
| Жінки    | 51      | 9                  | 21               | 21                   |
| Разом    | 103     | 13                 | 58               | 32                   |